# سرند (هريس)
سرند هي قرية في مقاطعة هريس، إيران. عدد سكان هذه القرية هو 448 في سنة 2006.